# Dimítrios Papanikoláou
Pour les articles homonymes, voir Kostas Papanikolaou et Papanikolaou.
Dimítrios Papanikoláou (grec moderne : Δημήτρης Παπανικολάου), né le 7 février 1977 à Áno Liósia, est un joueur grec de basket-ball.

## Carrière
- Avant 1993 :  Asteras Neon Liosion
- 1993-1995 :  Sporting Athènes (en)
- 1995-2002 :  Olympiakós Le Pirée (ESAKE)
- 2002-2003 :  Makedonikós (ESAKE)
- 2003-2007 :  Panathinaïkós AO (ESAKE)
- 2007-2009 : AEK Athènes
- 2009-2010 : Paniónios BC
- 2010-2011 : Peristéri BC

## Palmarès et récompenses
Palmarès
- Vainqueur de l'Euroligue : 1997, 2007
- Champion de Grèce : 1996, 1997, 2004, 2005, 2006, 2007
- Vainqueur de la Coupe de Grèce : 1997, 2002, 2005, 2006, 2007

Récompenses individuelles